# Антіпов Денис Геннадійович
Дени́с Генна́дійович Анті́пов (30 червня 1989, м. Івано-Франківськ — 11 травня 2022, біля с. Довгеньке, Ізюмський район, Харківська область, Україна) — український перекладач, педагог, військовослужбовець, лейтенант Збройних сил України, учасник російсько-української війни. Лицар ордена Богдана Хмельницького III ступеня (2022, посмертно).

## Життєпис
Народився 30 червня 1989 року в м. Івано-Франківську.
Закінчив Київський національний університет імені Тараса Шевченка (2012, магістр, спеціальність — корейська мова та література і переклад). Неодноразово стажувався в Південній Кореї. Працював викладачем кафедри мов і літератур Далекого Сходу та Південно-Східної Азії Навчально-наукового інституту філології КНУ ім. Тараса Шевченка.
Активний учасник Революції гідності з 24 листопада 2013 року.
У лютому 2015 року пішов добровольцем у 5-ту батальйонно-тактичну групу 81 ОАеМБр. Брав участь у боях під Донецьким аеропортом, на промзоні Авдіївки, на Світлодарській дузі. У 2016 році з війни повернувся командиром взводу аеророзвідки свого батальйону. 24 серпня 2016 року брав участь у параді з нагоди 25‑ї річниці Незалежності України.
Був засновником бізнес-проєктів з виробництва сувенірів, покликаних забезпечити роботою ветеранів російсько-української війни.
З початком російського вторгнення в Україну проходив військову службу в складі 95 ОДШБр. На початку березня 2022 року зазнав поранення в бою поблизу м. Ізюму, проте повернувся на фронт попри те, що ще не відновився від наслідків травм.
Загинув 11 травня 2022 року поблизу с. Довгеньке на Харківщині внаслідок артилерійського обстрілу.

## Нагороди, звання
- Орден Богдана Хмельницького III ступеня (29 липня 2022, посмертно) — за особисту мужність і самовіддані дії, виявлені у захисті державного суверенітету та територіальної цілісності України, вірність військовій присязі[1]

## Вшанування пам'яті
- 9 серпня 2022 року в селі Хотимир його іменем названо вулицю.
- 27 жовтня 2022 року його іменем названо вулицю в місті Києві.
- 11 травня 2023 року на Аскольдовій могилі відкрито меморіальну дошку Денисові Антіпову. Того ж дня відбулася прем'єра документального фільму його пам'яті «Або ми. Або вони», який був створений Платформою пам'яті Меморіал[2].
- 13 липня 2023 року Київрада надала Антіпову звання Почесний громадянин міста Києва (посмертно)[3]